# Athetis lutea
Athetis lutea là một loài bướm đêm trong họ Noctuidae.